# アリー・エンドリ
ヴァンサン・ドゥ・ポール・コウアディオ・アリー・エンドリ（Vincent de Paul Kouadio Alli N'Dri、1984年1月12日 - ）は、コートジボワール、バンジェルヴィル出身の元サッカー選手。現役時代のポジションはDF・MF。

## 来歴
1984年、コートジボワールのバンジェルヴィルで生まれた。数多くの名選手を輩出してきたASECミモザのユースで育ち、2003年にはトップチームへ昇格をした。クラブではキャプテンを務めていた。2009年、ロシア・ファーストディビジョン（実質2部）に所属するシンニク・ヤロスラヴリへ移籍をした。同年、3月28日のFCクラスノダール戦でロシアリーグデビューを飾った。2010年はFCヴォルガ・ニジニ・ノヴゴロドへレンタルされた。

## 代表
2007年5月28日、マダガスカル代表との試合でコートジボワール代表に招集された。

## 所属クラブ
- ASECミモザ 2003-2008
- FCシンニク・ヤロスラヴリ 2009-2017

→ FCヴォルガ・ニジニ・ノヴゴロド 2010 （loan）